# Aechmea costantinii
Aechmea costantinii är en gräsväxtart som först beskrevs av Carl Christian Mez, och fick sitt nu gällande namn av Lyman Bradford Smith. Aechmea costantinii ingår i släktet Aechmea och familjen Bromeliaceae. Inga underarter finns listade i Catalogue of Life.